# Лавигін Сергій Валерійович
Сергій Валерійович Лавигін (народ. 27 липня 1980, Москва, РСФРР, СРСР) — російський актор театру і кіно. Найбільшу популярність здобув за роль кухаря Арсенія Чуганіна в комедійному телесеріалі «Кухня».

## Біографія
Сергій Валерійович Лавигін народився 27 липня 1980 року в Москві, РСФРР, СРСР. В 2001 році закінчив Вище театральне училище імені М. С. Щепкіна (майстерня В. А. Сафронова). З 2001 року працює в Московському театрі юного глядача.
Найбільш відомий за роллю кухаря Арсенія Чуганіна в російському телевізійному комедійному серіалі «Кухня», який транслювався на телеканалі СТС з 2012 року по 2016 рік. В серіалі Сергій брав участь з самого першого сезону до останнього шостого сезону. Після завершення серіалу було об'явлено, що Сергій Лавигін грає роль Арсенія Чуганіна в спін-оффі серіалу, отримавшого назву «Готель Елеон».
Сергій Лавигін з'явився в постановках «Два клени», «Олов'яні персні», «Романтики», «Свідок обвинувачення», «Незвичайні пригоди», «Пітер Пен» та інших. Сергій Лавигін взяв участь в програмі «Велика різниця» і вів телевізійний проєкт «Серіаліті» на каналі Man-TV. Його кінодебют відбувся у картині «Здоров, столице» в 2003 році. Потім він з'явився в декількох картинах вітчизняного  кінопрокату. Проєкт «Кухня» навчив Сергія Лавигіна творчо підходити до процесу готування — раніше він міг тільки зварити пельмені, але після зйомок почав купляти нові продукти і спеції, експериментувати на кухні. Також знімався в других серіалах телеканалу СТС і в спеціальному кіно-проєкті телеканалу Disney «Щастя — це… ».
В фільмографії Сергія найбільше комедійних ролей, але в 2013 році він знявся в драмі «Жажда». Ця роль була відмічена, як одна з найкращих робіт актора. Крім того, він зіграв роль майора Єгорова в серіалі «прихована камера», який транслювався на телеканалі О2ТВ.

## Особисте життя
Сергій Лавигін був одружений з актрисою кіно і дубляжу Анною Бігуновою, яка також є його екранною дружиною Мариною в серіалах «Кухня» і «Готель Елеон». 9 березня 2016 року у пари народився син Федір.
Зараз Сергій зустрічається з актрисою Марією Луговою.

## Фільмографія
| Рік  |    | Українська назва                         | Оригінальна назва                                                                                                 | Роль              |
| ---- | -- | ---------------------------------------- | --- | ----------------- |
| 2006 | с  | Зона (серіал)                            | Зона. Тюремний роман                                                                                              | Капустін          |
| 2009 | с  | Лапушки                                  | Роман Сивуш | ру                |
| 2009 | с  | З життя капітана Черняєва                | Кашин | снимался \|5=ру}} |
| 2010 | с  | Записки експедитора Таємної канцелярії   | перший масон | ру                |
| 2010 | с  | Кохання та інші дурниці                  | Борис | ру                |
| 2010 | с  | Детективне агентство «Іван та Марія»     | Борис Крайнєв | ру                |
| 2011 | с  | Записки експедитора Таємної канцелярії 2 | перший масон | ру                |
| 2011 | с  | Жити будете!                             | снимался | ру                |
| 2012 | с  | Кухня                                    | Арсеній Чуганін                                                                                                   | ру                |
| 2012 | ф  | В Росію за коханням!                     | лікар | ру                |
| 2013 | с  | Жага                                     | Пашка | ру                |
| 2013 | ф  | Гірко!                                   | дядько Толя | ру                |
| 2013 | с  | Супергерої                               | снимался | ру                |
| 2014 | ф  | Кухня в Парижі                           | Арсеній Чуганін                                                                                                   | ру                |
| 2014 | ф  | Гірко! 2                                 | дядько Толя | ру                |
| 2014 | кф | Ненароком                                | Юра | ру                |
| 2014 | с  | Пошук доказів                            | Семен | ру                |
| 2014 | с  | А у нас у дворі...                       | Батько Аріни | ру                |
| 2015 | тф | Щастя — це...                            | Ігор | ру                |
| 2015 | ф  | Найкращий день                           | Валентин | ру                |
| 2015 | с  | Мамочки                                  | Рома | ру                |
| 2016 | ф  | Країна чудес                             | Анатолій | ру                |
| 2016 | ф  | Нові росіяни                             | син | ру                |
| 2016 | с  | Готель Елеон                             | Арсеній Чуганін                                                                                                   | ру                |
| 2017 | ф  | Кухня. Остання битва                     | Арсеній Чуганін                                                                                                   | ру                |
| 2018 | ф  | Ну, здрастуй, Оксано Соколова!           | капітан поліції                                                                                                   | ру                |
| 2018 | с  | Гранд                                    | Арсеній Чуганін                                                                                                   | ру                |
| 2018 | с  | Велика гра                               | Геннадій Шкаліков, помічник головного тренера збірної Росії з футболу, старший лейтенант воєнної частини № 327814 | ру                |
| 2018 | с  | СєняФєдя                                 | Арсеній Чуганін, кухар                                                                                            | ру                |